# Deçan
Deçan [dɛʧan] (albanisch auch Deçani [dɛʧaˑni], serbisch Дечани Dečani) ist eine Kleinstadt im Westen des Kosovo und Verwaltungssitz der gleichnamigen Gemeinde.

## Geographie

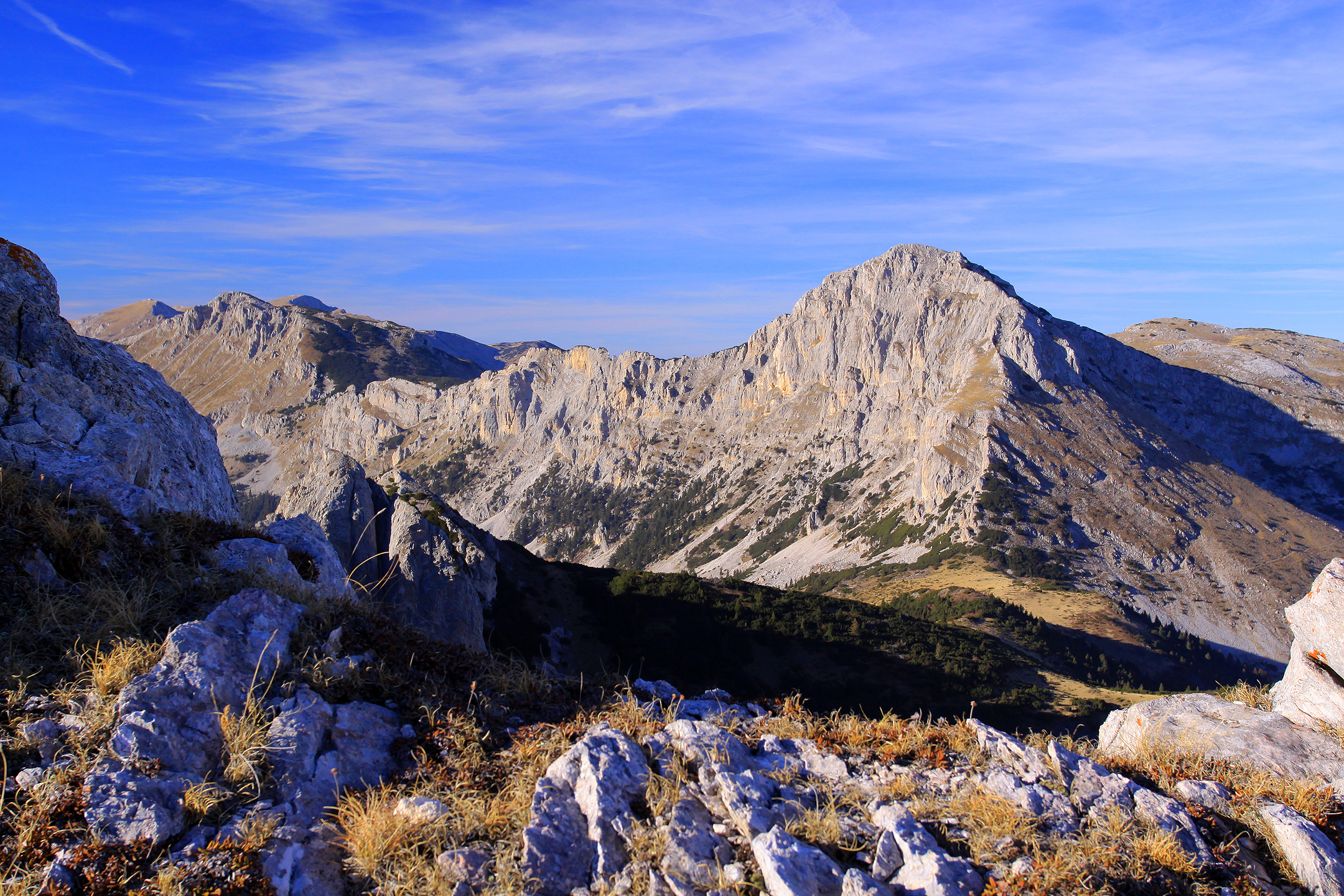
Berglandschaft des Prokletije nordwestlich von Deçan mit dem Veternik

Deçan liegt im Westen des Kosovo auf etwa 550 Meter über Meer nahe den Grenzen zu Montenegro und Albanien. Westlich der Stadt liegt das Prokletije (auch Albanische Alpen genannt). Etwas nordwestlich tritt der Fluss Bistrica e Deçanit aus dem Gebirge, der Deçan nördlich des Zentrums passiert. Etwa zehn Kilometer im Südosten befindet sich der Radoniq-Stausee, welcher der zweitgrößte See im Land ist. Deçan befindet sich zirka auf halbem Weg zwischen Gjakova und Peja. Die Hauptstadt Pristina liegt rund 70 Kilometer im Osten.

## Geschichte

### Antike
Die Region um die Stadt war in der Antike Teil Dardaniens. Die Dardanen wurden 335 v. Chr. von Makedonien unterworfen. Mitte des 1. Jahrhunderts geriet das Gebiet dann unter die Herrschaft Roms und bildete einen Teil der Provinz Moesia. Im 7. Jahrhundert wurde das Gebiet nach erfolglosen Kriegen Maurikios’ von Slawen eingenommen.

### Mittelalter
Die Region um Deçan gehörte bereits im 12. Jahrhundert zum serbischen Herrschaftsgebiet und war unter anderem unter dem serbischen Namen Dečani beziehungsweise Dečane bekannt. Im 14. Jahrhundert regierte der serbische König Stefan Uroš III. Dečanski in der Region, der aus der Dynastie der Nemanjiden stammte und unter dessen Führung das Serbische Reich der endgültige Aufstieg zur regionalen Großmacht gelungen war. Nachfolger wurde sein Sohn Stefan Uroš IV. Dušan, der von 1331 bis 1355 in der Region regierte. Serbiens Vormachtstellung wurde unter seiner Führung um ein Vielfaches erweitert, während Dušan zum mächtigsten König in Südosteuropa aufstieg. Seinen Höhepunkt erreichte er 1345, als er zum „Zar der Serben und Rhomäer“ in Skopje erhoben wurde. Sein voller Herrschaftstitel war: Durch die Gnade Gottes, Stefan, der rechtgläubige und christusliebende Kaiser der Serben und Griechen (wörtlich Römer), der Albaner (wörtlich Arvaniten), Bulgaren und Rumänen (wörtlich Bessaraber), der Küstenländer und des gesamten Westens.
Die Epoche unter Zar Dušan gilt heute als das goldene Zeitalter Serbiens. Auch Dečani erlebte unter seiner Herrschaft seine Blütezeit, ebenso wie viele andere Städte im Kosovo und in seinem Reich. Er förderte erfolgreich Acker- und Bergbau sowie Gewerbe und Handel. Während seiner Herrschaft entstanden weite Wirtschafts- und Handelsbeziehungen, von der Donauregion über den Adriaraum bis hin nach Venedig. Die Wirtschaft förderte er, indem er ausländische Experten ins Reich holte – sächsische Bergarbeiter etwa für Berg- und Festungsbau, Dubrovniker (damals Ragusaner) für den Handel, außerdem Venezianer und Griechen. Unter der Herrschaft Dušans wurde unter anderem der Bau des Klosters Visoki Dečani beendet, welches zuvor sein Vater König Uroš III. Dečanski in Auftrag gegeben hatte, daher auch dessen Namenszusatz „Dečanski“ (dt. „von Dečani“). Heute ist das Kloster mit dem Grab Dečanskis das Zentrum des Kultes um den serbischen König.

### Kosovokrieg
Während des Kosovokrieges war Deçan Schauplatz der Kämpfe zwischen der albanischen paramilitärischen Organisation UÇK und den serbischen Streitkräften.

## Bevölkerung
Die 2011 durchgeführte Volkszählung erfasste für den Ort Deçan 3803 Einwohner, 3781 von ihnen (99,42 %) sind Albaner.
| Zensus    | 1948 | 1953 | 1961 | 1971 | 1981 | 1991 | 2011 |
| --------- | ---- | ---- | ---- | ---- | ---- | ---- | ---- |
| Einwohner | 1205 | 1339 | 1829 | 2585 | 3280 | 4440 | 3803 |

## Sehenswürdigkeiten

Das Kloster Visoki Dečani gehört zu den bedeutendsten Sehenswürdigkeiten aus dem Mittelalter. Seit 2004 gehört es zum UNESCO-Welterbe.

Zu den bekanntesten Sehenswürdigkeiten zählt das aus dem Mittelalter stammende serbisch-orthodoxe Kloster Visoki Dečani (albanisch Manastiri i Deçanit), welches im 14. Jahrhundert erbaut wurde und etwa zwei Kilometer westlich der Stadt im Bergtal liegt. Es ist Grablage des serbischen Königs Stefan Uroš III. Dečanski und bedeutender Wallfahrtsort. Das Christus Pantokrator geweihte Kloster birgt das einzige aus dem Mittelalter vollständig erhaltene Freskenensemble der byzantinischen Kunst. Das Kloster wurde in den letzten Lebensjahren von Uroš III. Dečanski begonnen und von seinem Sohn Stefan Uroš IV. Dušan fertiggestellt. Es gehört zu den bedeutendsten Bauten der serbischen Geschichte und wurde 2004 von der UNESCO zum Weltkulturerbe erklärt.
Das Kloster Visoki Dečani wurde in Vergangenheit von kranken Menschen unterschiedlichen Glaubens und verschiedener Ethnie auf Hoffnung einer wundertätigen Heilkraft durch die Reliquien besucht. Im Laufe des Kosovokrieges 1999 bot das Kloster flüchtenden Serben, Roma, aber auch Kosovo-Albanern ein Dach über den Kopf. Die Klosteranlage war vor allem 1999 viele Male das Ziel von Sabotageakten nationalistischer Albaner.
Auch nach dem Krieg, war es mehrmals Angriffen von albanischen Mörserattacken ausgesetzt. Bis 2008 war es „rund ein Dutzend Mal Ziel von Übergriffen albanischer Extremisten“ gewesen. Durch die intensive Bewachung italienischer KFOR-Soldaten und die große Außenmauer, ist es im Gegensatz zu vielen anderen serbisch-orthodoxen Sakralbauten im Kosovo weitgehend unversehrt geblieben. Den Mönchen des Klosters ist es nicht möglich, sich frei zu bewegen, aufgrund der andauernden Bedrohung durch nationalistische Albaner. Daher besorgen sie ihre Einkäufe nicht in der Stadt, sondern fahren einmal jährlich unter KFOR-Begleitung außerhalb des Kosovos.

## Verwaltung

### Legislative
Der Gemeinderat (albanisch Kuvend oder Kuvendi; serbisch Skupština/Скупштина) erfüllt legislative Funktionen. Er setzt sich aus 27 Mitgliedern zusammen, wovon 16 der Aleanca për Ardhmërinë e Kosovës (AAK), fünf der Lidhja Demokratike e Kosovës (LDK), zwei der Partia Demokratike e Kosovës (PDK), zwei der Lidhja Demokratike e Dardanisë (LDD), einer der Aleanca Kosova e Re (AKR) und einer der Partia Socialdemokrate (PS) angehören.

### Exekutive
Der Bürgermeister der Großgemeinde übernimmt zusammen mit seiner Regierung exekutive Aufgaben. Seit 2009 ist dies Rasim Selmanaj von der Allianz für die Zukunft Kosovos (AAK). Am 29. April 2001 wurde in Deçan die AAK von Ramush Haradinaj gegründet, einem früheren Ministerpräsidenten des Kosovo und ehemaligen Unterkommandanten der UÇK. Seitdem ist die Stadt eine politische Hochburg dieser Partei.

### Judikative
In Deçan befindet sich ein Ableger des Regionalgerichts Peja, dem die Gemeinde unterstellt ist.

## Persönlichkeiten

### Söhne und Töchter der Stadt
- Kosta Pećanac (1879–1944), Führer der Tschetniks
- Demë Ali Pozhari (1905–1975), albanischer Freiheitskämpfer und Politiker
- Dervish Shaqa (1912–1985), Sänger
- Bajrush Doda (1936–2011), Sänger
- Jusuf Gërvalla (1945–1982), Aktivist
- Oliver Ivanović (1953–2018), Politiker
- Sali Çekaj (1956–1999), Kommandt der UÇK
- Ramush Haradinaj (* 1968), ehemaliger UÇK-Führer, Politiker, Ministerpräsident
- Beqë Cufaj (* 1970), Schriftsteller, Diplomat
- Azem Maksutaj (* 1975), Kickboxer
- Mehedin „Meda“ Përgjegjaj (* 1979), Sänger
- Aferdita Kameraj (* 1984), Fußballspielerin
- Armend Mehaj (* 1981), Ehemaliger Verteidigungsminister der Republik Kosovo

### Mit der Stadt verbundene Personen
- Stefan Uroš III. Dečanski (1285–1331), serbischer König von 1321 bis 1331, unter seiner Herrschaft fällt der Baubeginn des Klosters Visoki Dečani, wo sein Grab liegt
- Stefan Uroš IV. Dušan (1308–1355), serbischer König von 1331 bis 1355, unter seiner Herrschaft wurde der Bau des Klosters beendet
- Fra Vita (14. Jahrhundert), Kotoraner Franziskaner, der zwischen 1328 und 1335 das Kloster errichtete
- Teodora Nemanjić (1330–?) , serbische Prinzessin und Tochter von Stefan Uroš III. Dečanski, die im Kloster Visoki Dečani geheiratet hat und von der es eine Freske dort gibt
- Donika Gërvalla-Schwarz (* 1971 in  Skopje), Außenministerin der Republik Kosovo. Tochter des Aktivisten Jusuf Gërvalla
- Nora Istrefi (* 1986 in Gornji Streoc), Sängerin
- Argjentina Ramosaj (* 1990 in Gjakova), Popsängerin mit Wurzeln aus der Stadt
- Era Istrefi (* 1994 in  Pristina), Sängerin mit Eltern aus der Stadt
- Dardan (* 1997 in Stuttgart), Rapper mit Eltern aus der Stadt